# Denis Blundell
Sir Edward Denis Blundell (29 de mayo de 1907 - 24 de septiembre de 1984) fue el 12.º Gobernador General de Nueva Zelanda (1972-1977).

## Familia
Denis Blundell nació en Wellington, hijo de Henry Percy Fabian Blundell, nieto de Henry Blundell, fundador de The Evening Post y descendiente de la antigua familia de Lancashire.

## Gobernador-General
Blundell fue nombrado en 1972 por la reina Isabel II en el consejo de su primer ministro Jack Marshall para el cargo de Gobernador General de Nueva Zelanda. El líder de la oposición, Norman Kirk, no apoyó el nombramiento, debido a la amistad de Blundell con el primer ministro. En su toma de posesión, el primer ministro se refirió a Blundell como "un amigo cercano durante muchos años en la ley, en la batalla de la CEE y en más de una batalla en el campo de golf". Blundell fue el primer neozelandés y residente en Nueva Zelanda en ser Gobernador General, y su nombramiento provocó que David Lange dijese "nos hizo de alguna manera mortales. Un hombre que era abogado y el hijo de un editor de periódicos podría convertirse en La Reina de la otra acera."